# Інститут геодезії Національного університету «Львівська політехніка»
Інститут Геодезії Національного університету «Львівська політехніка» (ІГДГ) — навчально-науковий структурний підрозділ Національного університету «Львівська політехніка».

## Загальна інформація
Інститут веде підготовку бакалаврів, спеціалістів та магістрів напряму підготовки «Геодезія, картографія та землеустрій». За час існування інституту випущено понад 6 тисяч інженерів. Фахівці з геодезії виконують широке коло завдань, пов'язаних з вирішенням основної проблеми геодезії — вивчення розмірів і форми Землі; створення державних геодезичних мереж та основи для картографічного і топографічного знімань, геодезичного забезпечення інженерно-пошукових, проектних та різного роду будівельних робіт тощо.

## Історія
Створення Інституту геодезії відбулося 24 січня 1945 року. Цього дня було засновано геодезичний факультет Львівського політехнічного інституту, який продовжив найкращі традиції львівської геодезичної школи, започатковані ще у вісімнадцятому столітті.
У Львівській політехніці викладання геодезії розпочалось з її заснування 1844 року. 18 червня 1871 року почала працювати перша в Україні кафедра геодезії і сферичної астрономії, яку очолив професор Домінік Зброжек. У 1878 році при кафедрі була відкрита астрономічна обсерваторія. 1884 року кафедру геодезії та сферичної астрономії розділили на дві: геодезії (завідувач — С.Відт) і сферичної астрономії та вищої геодезії (В.Ласка з листопада 1885). 1886 року на інженерному відділенні було відкрито курси геометрів, які започаткували геодезичну спеціальність. У 1901 році за ініціативою професора Вацлава Ласки була створена сейсмічна станція. 1908 року кафедру сферичної астрономії та вищої геодезії очолив Л.Грабовський, 1912 року зав.кафедри геодезії став К.Вайгель. 1921 року у «Львівській політехніці» відкрито геодезичне відділення на інженерному факультеті з трьома кафедрами.
В 1956 році у Львівському політехнічному інституті започаткована підготовка інженерів за спеціальністю «аерофотогеодезія» (так називалась теперішня спеціальність «фотограмметрія»). Перший набір становив 25 осіб, а підготовка велась на кафедрі «Інженерна геодезія». В 1963 р. в Політехніці була відкрита кафедра аерофотогеодезії, яка й стала випусковою за однойменною спеціальністю. Завідувачами були доцент Лисичанський О. С. (1963—1967), професор Фінковський В. Я. (1967—1986), доцент Кравцов М. І.(1987—1989). За цей час кафедра підготувала більше тисячі інженерів-фотограмметристів, які успішно працювали та працюють на величезних просторах від Львова до Магадана, від Якутська до Душанбе. Багато з них стало керівниками великих геодезичних підприємств.
З 1989 р. по даний час завідувачем кафедри є професор Дорожинський О. Л. В 2003 р. кафедра отримала назву «Фотограмметрії та геоінформатики». За цей період кафедра підготувала близько 800 спеціалістів та магістрів, а також військових фахівців зі спеціальності «фотограмметрія». Кафедра підготувала потужний кадровий потенціал вищої кваліфікації — захищено 7 докторських та біля 50-ти кандидатських дисертацій. Діє докторантура та аспірантура.
Кафедра має сучасні навчальні лабораторії, які забезпечують високий рівень підготовки фахівців з фотограмметрії та геоінформатики.

## Кафедри

### Вищої геодезії та астрономії
Кафедра готує бакалаврів і магістрів за спеціальністю 8.08010107 «Космічний моніторинг Землі» та спеціалізацією 8.070901.04 «Космічна геодезія» спеціальності «Геодезія» напрямку «Геодезія, картографія та землеустрій».
Керівництво: 
 Завідувач кафедри: д.т.н., проф. Заблоцький Федір Дмитрович 
 Заступник завідувача кафедри: к.т.н, доц. Денисов Олександр Миколайович
Розташування: 
 вул. Карпінського 6, 79013, Львів; 2-й корпус, кімната 615

### Геодезії
Кафедри геодезії готує спеціалістів в трьох інститутах Львівської політехніки:
- Інституті будівництва та інженерії довкілля;
- Інституті геодезії;
- Інституті архітектури.

Керівництво: 
 Завідувач кафедри: д.т.н., проф. Мороз Олександр Іванович 
 Заступник завідувача кафедри геодезії з наукової роботи: к.т.н., доц. Гарасимчук Ігор Фловіянович 
 Заступник завідувача кафедри геодезії з навчально-методичної роботи: к.т.н., доц. Тартачинська Зоряна Романівна
Розташування: 
 вул. Карпінського 6, 79013, Львів; 2-й корпус, кімната 513

### Інженерної геодезії
Кафедра інженерної геодезії готує інженерів за такими освітньо-кваліфікаційними рівнями:
- бакалаврів за напрямком «Геодезія, картографія та землеустрій»;
- спеціалістів за напрямком «Геодезія»;
- магістрів за напрямком «Геодезія».

Керівництво: 
 Завідувач кафедри: д.т.н., проф. Костецька Яромира Михайлівна 
 Заступник завідувача кафедри: к.т.н., доцент Торопа Ігор Михайлович
Розташування: 
 вул. Карпінського 6, 79013, Львів; 2-й корпус, кімната 301

### Кадастру територій
Кафедра веде підготовку бакалаврів, спеціалістів і магістрів за спеціальністю «Землеустрій та кадастр», а також науково-педагогічних працівників (кандидатів та докторів наук) за науковим напрямком «Кадастр та моніторинг земель». Перспективний розвиток кафедри передбачає підготовку бакалаврів та магістрів за новою спеціальністю «Оцінка землі та нерухомості майна».
Керівництво: 
 Завідувач кафедри: д.т.н., проф. Перович Лев Миколайович 
 Заступник завідувача кафедри: к.т.н., доц. Губар Юрій Петрович
Розташування: 
 вул. Карпінського 6, 79013, Львів; 2-й корпус, кімната 503

### Картографії та геопросторового моделювання
Кафедра здійснює підготовку фахівців освітньо-кваліфікаційного рівня «магістр» спеціальності 8.070903 «Картографія».
Керівництво: 
 Заступник завідувача кафедри: 
 к.т.н., ст. викл. Голубінка Юлія Ігорівна
Розташування: 
 вул. Карпінського 6, 79013, Львів; 2-й корпус, кімната 610

### Фотограмметрії та геоінформатики
Кафдра є випусковою з двох спеціальностей «Фотограмметрія і дистанційне зондування» та «Геоінформаційні системи і технології»
Керівництво: 
 Завідувач кафедри: д.т.н., проф. Дорожинський Олександр Людомирович 
 Заступник завідувача кафедри: к.т.н., ст. викл. Процик Михайло Теодорович
Розташування: 
 вул. Карпінського 6, 79013, Львів; 2-й корпус, кімната 602

## Науковці та викладачі інституту
| №   | Викладач                           | Науковий ступінь                                                 |
| --- | ---------------------------------- | ---------------------------------------------------------------- |
| 1.  | Третяк Корнилій Романович          | д.т.н., проф., директор ІГДГ                                     |
| 2.  | Губар Юрій Петрович                | кандидат технічних наук, доцент, доцент кафедри КДТ              |
| 3.  | Тревого Ігор Севірович             | д.т.н., проф., декан повної вищої освіти ІГДГ                    |
| 4.  | Паляниця Богдан Борисович          | к.т.н., доц., декан ІГДГ                                         |
| 5.  | Кордуба Юрій Генадійович           | к.т.н., ст.викладач., заступник директора ІГДГ з виховної роботи |
| 6.  | Губар Юрій Петрович                | к.т.н., доц., вчений секретар Вченої ради ІГДГ                   |
| 7.  | Перович Лев Миколайович            | д.т.н., проф., завідувач кафедри КДТ                             |
| 8.  | Костецька Яромира Михайлівна       | д.т.н., проф., завідувач кафедри ІГД                             |
| 9.  | Заблоцький Федір Дмитрович         | д.т.н., проф., завідувач кафедри ВГА                             |
| 10. | Дорожинський Олександр Людомирович | д.т.н., проф., завідувач кафедри ФГІ                             |
| 11. | Мороз Олександр Іванович           | д.т.н., проф., завідувач кафедри геодезії                        |
| 12. | Бурштинська Христина Василівна     | д.т.н., проф., професор кафедри ФГІ                              |
| 13. | Дейнека Юрій Петрович              | к.т.н., доц., доцент кафедри ІГД                                 |
| 14. | Денисов Олександр Миколайович      | к.т.н., доц., доцент кафедри ВГА                                 |
| 15. | Тартачинська Зоряна Романівна      | к.т.н., доц., доцент кафедри геодезії                            |
| 16. | Голубінка Юлія Ігорівна            | к.т.н., старший викладач кафедри КГМ                             |
| 17. | Смолій Катерина Богданівна         | голова ради молодих вчених ІГДГ                                  |
| 18. | Поліщук Богдан Васильович          | асистент, голова профспілки студентів та аспірантів НУ «ЛП»      |

## Партнери
- Лейка геосістемс АГ, Leica geosystems AG, Вебсайт: www.leica-geosystems.com/en/index.htm [Архівовано 27 листопада 2015 у Wayback Machine.] — надання науково-технічних послуг для встановлення перманентної системи деформаційного моніторингу ГЕС та сумісне опрацювання даних ГНСС та ПСДМ
- Природничий університет м. Вроцлав, Wroclaw university of environmental and life sciences, Вебсайт: www.up.wroc.pl/en [Архівовано 14 травня 2016 у Wayback Machine.] — проведення спільних конференцій, друк наукових праць, обмін студентами і викладачами.
- Аграрний університет ім. Гугона Коллонтая м. Краків University of agrikulture in Krakow, Вебсайт: www.ur.krakow.pl [Архівовано 27 листопада 2016 у Wayback Machine.], — проведення спільних конференцій, друк наукових праць, обмін студентами і викладачами.
- Вища інженерно-економічна школа м. Ряшів Rzeszow school of engineering and ekonomics, Вебсайт: www.wsie.edu.pl [Архівовано 15 березня 2022 у Wayback Machine.] — проведення спільних конференцій, друк наукових праць, обмін студентами і викладачами.
- Вища школа Нойбранденбург, University of applied sciences, Вебсайт: www.hs-nb.de/nc/en/home — проведення спільних конференцій, друк наукових праць, обмін студентами і викладачами